# Cryphia argillacea
Cryphia argillacea är en fjärilsart som beskrevs av Culot. Cryphia argillacea ingår i släktet Cryphia och familjen nattflyn. Inga underarter finns listade i Catalogue of Life.